# علاقات اليابان الخارجية

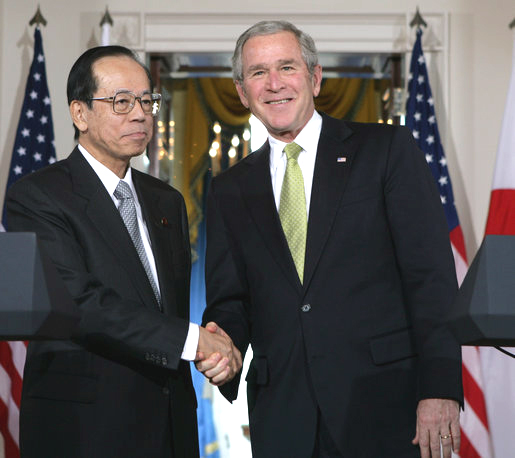
رئيس الوزراء الياباني فوكودا يصافح الرئيس الأمريكي جورج بوش عام 2007م.

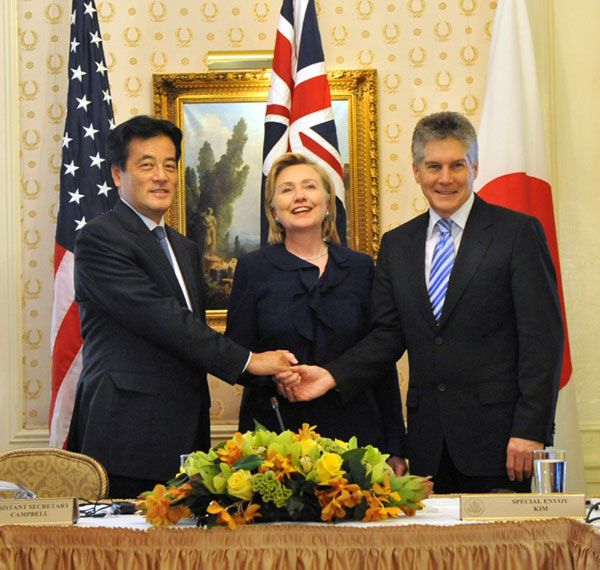
وزير الخارجية الياباني أوكادا بجانب هيلاري كلينتون وستيفن سميث عام 2009م.

علاقات اليابان الخارجية (باليابانية: 日本の国際関係) ، هي العلاقات الخارجية التي تريد وزارة الخارجية اليابانية تحسين وتطوير علاقاتها مع كافة بلدان العالم ، بمن فيها روسيا الإتحادية والولايات المتحدة والهند وغيرها.
تدير وزارة الخارجية اليابانية العلاقات اليابانية الخارجية. تحتفظ اليابان بعلاقات دبلوماسية مع كل دولة عضو في الأمم المتحدة باستثناء كوريا الشمالية، وذلك بالإضافة إلى الدول المراقبة في الأمم المتحدة، الكرسي الرسولي، بالإضافة إلى كوسوفو وجزر كوك ونييوي.
بدأت العلاقات الخارجية اليابانية في القرن الرابع عشر، وذلك بعد انفتاحها على العالم في عام 1854 عبر اتفاقية كاناغاوا. طورت اليابان وبنت جيشًا قويًا بسرعة، وكانت إمبريالية تسعى للسيطرة على المناطق المجاورة، وخاضت حروب كبرى ضد الصين وروسيا. سيطرت على أجزاء من الصين ومنشوريا، وكذلك كوريا وبعض الجزر مثل تايوان وأوكيناوا. خسرت في الحرب العالمية الثانية وجُردت من كل غزواتها وممتلكاتها الأجنبية. أشرف الجنرال الأمريكي دوغلاس ماكارثر، بالنيابة عن قوات الحلفاء، على اليابان المحتلة بين عامي 1945 و1951. استندت السياسة الدبلوماسية منذ انتهاء الاحتلال إلى شراكة وثيقة مع الولايات المتحدة والسعي لاتفاقيات تجارية. كانت اليابان منزوعة السلاح في الحرب الباردة، ولكنها تحالفت مع الولايات المتحدة في مواجهتها للاتحاد السوفيتي. لعبت اليابان دورًا داعمًا رئيسيًا في الحرب الكورية (1953-1950). كانت اليابان واحدة من القوى الاقتصادية الكبرى في العالم في ظل التطورات الاقتصادية السريعة في ستينيات وسبعينيات القرن الماضي.
شاركت اليابان بحلول تسعينيات القرن العشرين في عمليات حفظ السلام التابعة للأمم المتحدة؛ وأرسلت قوات إلى كمبوديا، وموزمبيق، وهضبة الجولان وتيمور الشرقية. كُلِّفت السفن البحرية اليابانية بعد هجمات الحادي عشر من سبتمبر الإرهابية في عام 2001 بمهام إعادة الإمداد في المحيط الهندي حتى يومنا هذا. أرسلت قوات الدفاع الذاتي البرية قواتها إلى جنوب العراق لاستعادة البنى التحتية الأساسية.

## الأمريكتان
واصلت اليابان تقديم دعم كبير لمشاريع التنمية والمساعدة التقنية في أمريكا اللاتينية.
| البلد            | بداية العلاقات الرسمية 3-2-1898 | ملاحظات |
| ---------------- | ------------------------------- | --- |
| الأرجنتين        |                                 | تحتفظ الأرجنتين بسفارة في طوكيو، وتحتفظ اليابان بسفارة في بوينس آيرس. استُعيدت العلاقات الدبلوماسية من خلال التوقيع على معاهدة سان فرانسيسكو للسلام في عام 1952. زار الرئيس الأرجنتيني آرتورو فرونديزي اليابان في عام 1960، فازدادت أهمية التجارة الثنائية والاستثمار الياباني في الأرجنتين. تجسدت الواردات اليابانية في المقام الأول بالمواد الغذائية والمواد الخام، بينما كانت الصادرات في الغالب من الآلات والمنتجات النهائية. زار أفراد الأسرة الإمبراطورية اليابانية الأرجنتين في عدد من المناسبات، بما في ذلك الأمير والأميرة تاكامادو في عام 1991، والإمبراطور والإمبراطورة أكيهيتو في عام 1997، والأمير والأميرة أكيشينو في عام 1998. زار الرئيس الأرجنتيني راؤول ألفونسين اليابان في عام 1986، وزارها أيضًا الرئيس كارلوس منعم في الأعوام 1990 و1993 و1998. |
| كندا             | 21-1-1928                       | بدأت العلاقات الدبلوماسية بين البلدين رسميًا في عام 1950 مع افتتاح القنصلية اليابانية في أوتاوا. افتتحت كندا مفوضيتها في طوكيو في عام 1929، وهي الأولى في آسيا، وفتحت اليابان في نفس العام قنصليتها في أوتاوا لتشكيل المفوضية. سبقت بعض الاتصالات الكندية اليابانية التأسيس المتبادل للمفوضيات الدائمة. نزل أول مهاجر ياباني معروف إلى كندا، مانزو ناغانو، في نيو وستمنستر بكولومبيا البريطانية في عام 1877. تأسست قنصلية اليابان في فانكوفر في عام 1889، وذلك قبل 40 عامًا من افتتاح سفارتها في أوتاوا في عام 1929. ساعد الكندي جيه. جيه. كوكران في تأسيس جامعة دوشيشا في كيوتو، وساعد ديفيدسون ماكدونالد في إنشاء جامعة أوياما جاكوين في طوكيو. حققت سفينة أر إم إس إمبريس الأسترالية وقبطانها صموئيل روبنسون شهرة دولية في زلزال كانتو الكبير في عام 1923 لجهود الإنقاذ القوية في أعقاب تلك الكارثة مباشرة. خدم الملحق العسكري الكندي هربرت سيريل ثاكر في الميدان مع القوات اليابانية في الحرب الروسية اليابانية (1904–1905)، والتي منحته الحكومة اليابانية وسام الكنز المقدس من الدرجة الثالثة، وميدالية الحرب اليابانية للخدمة خلال تلك الحملة. تربط كندا واليابان علاقات دبلوماسية منذ عام 1928. يتميز كلا البلدين بدورهما النشط في مجتمع آسيا والمحيط الهادئ، فضلًا عن علاقة تتألف من روابط اقتصادية، وسياسية، واجتماعية وثقافية مهمة. تلتزم كل من كندا واليابان، بصفتهما مانحين دوليين رئيسيين، بشكل قوي بتعزيز حقوق الإنسان والتنمية المستدامة ومبادرات السلام. تستند العلاقات الكندية اليابانية إلى شراكتهما في المؤسسات متعددة الأطراف: مجموعة السبع/ الثماني، والأمم المتحدة، ومنظمة التعاون الاقتصادي والتنمية، والمجموعة الرباعية (كندا، والاتحاد الأوروبي، واليابان والولايات المتحدة)، ومن خلال مصلحتهم المشتركة في مجتمع المحيط الهادئ، بما في ذلك المشاركة في منتدى التعاون الاقتصادي لدول آسيا والمحيط الهادئ، و منتدى الآسيان الإقليمي. زار الإمبراطور أكيهيتو والإمبراطورة ميتشيكو كندا في عام 2009. |
| تشيلي            | 25-9-1897                       | انقطعت العلاقات بين البلدين خلال الحرب العالمية الثانية. علق الرئيس خوان أنطونيو ريوس العلاقات مع اليابان في عام 1943، وأعلن أخيرًا «حالة الحرب» في فبراير عام 1945، وأعلنت تشيلي الحرب على اليابان في 12 أبريل عام 1945. أُعيدت العلاقات من خلال التوقيع على معاهدة سان فرانسيسكو للسلام في عام 1952. تملك اليابان سفارة في سانتياغو دي تشيلي، وتملك تشيلي سفارة وقنصلية عامة في طوكيو وثلاث قنصليات فخرية في أوساكا وسابورو وناغازاكي. |
| الولايات المتحدة | 29-7-1858                       | تُعد الولايات المتحدة أقرب حليف لليابان، وتعتمد اليابان بشكل كبير على الولايات المتحدة لأمنها القومي. يعتمد كلا البلدين أيضًا على العلاقات الاقتصادية الوثيقة من أجل ثروتهما، وذلك باعتبارهما اثنتين من أكبر ثلاث قوى اقتصادية في العالم، وذلك على الرغم من الخلافات التجارية المستمرة والحادة في بعض الأحيان. كان التعاون الياباني مع الولايات المتحدة من خلال معاهدة الأمن الأمريكية اليابانية لعام 1960 مهمًا للسلام والاستقرار في شرق آسيا؛ وذلك على الرغم من أن دستورها وسياستها الحكومية تمنع اليابان من التدخل بأي دور عسكري هجومي في الشؤون الدولية. هناك حاليًا مناقشات داخلية حول إمكانية إعادة تفسير المادة 9 من الدستور الياباني. اعتمدت جميع الحكومات اليابانية في فترة ما بعد الحرب على علاقة وثيقة مع الولايات المتحدة كأساس لسياستها الخارجية، واعتمدت على معاهدة الأمن المتبادل للحماية الإستراتيجية. وصلت العلاقة إلى أدنى مستوياتها بعد الحرب في أوائل تسعينيات القرن العشرين؛ وذلك في الوقت الذي اعتُبِر فيه «الصعود الاقتصادي» لليابان تهديدًا للقوة الأمريكية. كانت اليابان الممول الأساسي لحرب الخليج، لكنها تلقت انتقادات كبيرة في بعض الدوائر الأمريكية لرفضها الالتزام بالدعم العسكري الفعلي. نُظِر إلى الاقتصاد الياباني على أنه أقل تهديدًا لمصالح الولايات المتحدة، وذلك بعد انهيار ما يسمى بالفقاعة الاقتصادية وطفرة تسعينيات القرن العشرين في الولايات المتحدة. استمر بعض المراقبين بالشعور بأن رغبة اليابان في نشر قوات لدعم العمليات الأمريكية الحالية في العراق، والتي يتزعمها جونيتشيرو كويزومي والحزب الليبرالي الديمقراطي المحافظ، تعكس تعهدًا بعدم استبعادها من مجموعة الدول التي تعتبرها الولايات المتحدة أصدقاء. يمكن لهذا القرار أن يعكس فهم الواقعية السياسية للتهديد الذي تواجهه اليابان من الصين التي تشهد تطورًا سريعًا؛ والتي تكشف من خلال نمطها المستمر والمتنامي في المظاهرات المناهضة لليابان عن الاعتقاد بعدم استقرار السجلات التاريخية القديمة.                                  |

## وصلات خارجية
- Various articles and discussion papers on Japan's foreign relations in the electronic journal of contemporary Japaneses studies
- Rwanda: Kagame Addresses Japanese Senate
- Videos on Japan's Relations with the US from the Dean Peter Krogh Foreign Affairs Digital Archives